# Veronica fruticulosa
La veronica rosea (nome scientifico Veronica fruticulosa L., 1762) è una pianta erbacea perenne appartenente alla famiglia delle Plantaginaceae.

## Etimologia
Il nome generico (Veronica) deriva dal personaggio biblico Santa Veronica, la donna che ha dato a Gesù un panno per asciugare il suo volto mentre è sulla via del Calvario. Alcune macchie e segni sui petali della corolla di questo fiore sembrano assomigliare a quelli del sacro fazzoletto di Veronica. Per questo nome di pianta sono indicate altre etimologie come l'arabo "viru-niku", o altre derivate dal latino come "vera-icona" (immagine vera). L'epiteto specifico (fruticulosa) è un diminutivo della parola fruticosa che significa "arbustivo, cespuglioso".
Il nome scientifico della specie è stato definito da Linneo (1707 – 1778), conosciuto anche come Carl von Linné, biologo e scrittore svedese considerato il padre della moderna classificazione scientifica degli organismi viventi, nella pubblicazione "Species Plantarum" - Edition 2 - 1: 15. del 1762.

## Descrizione

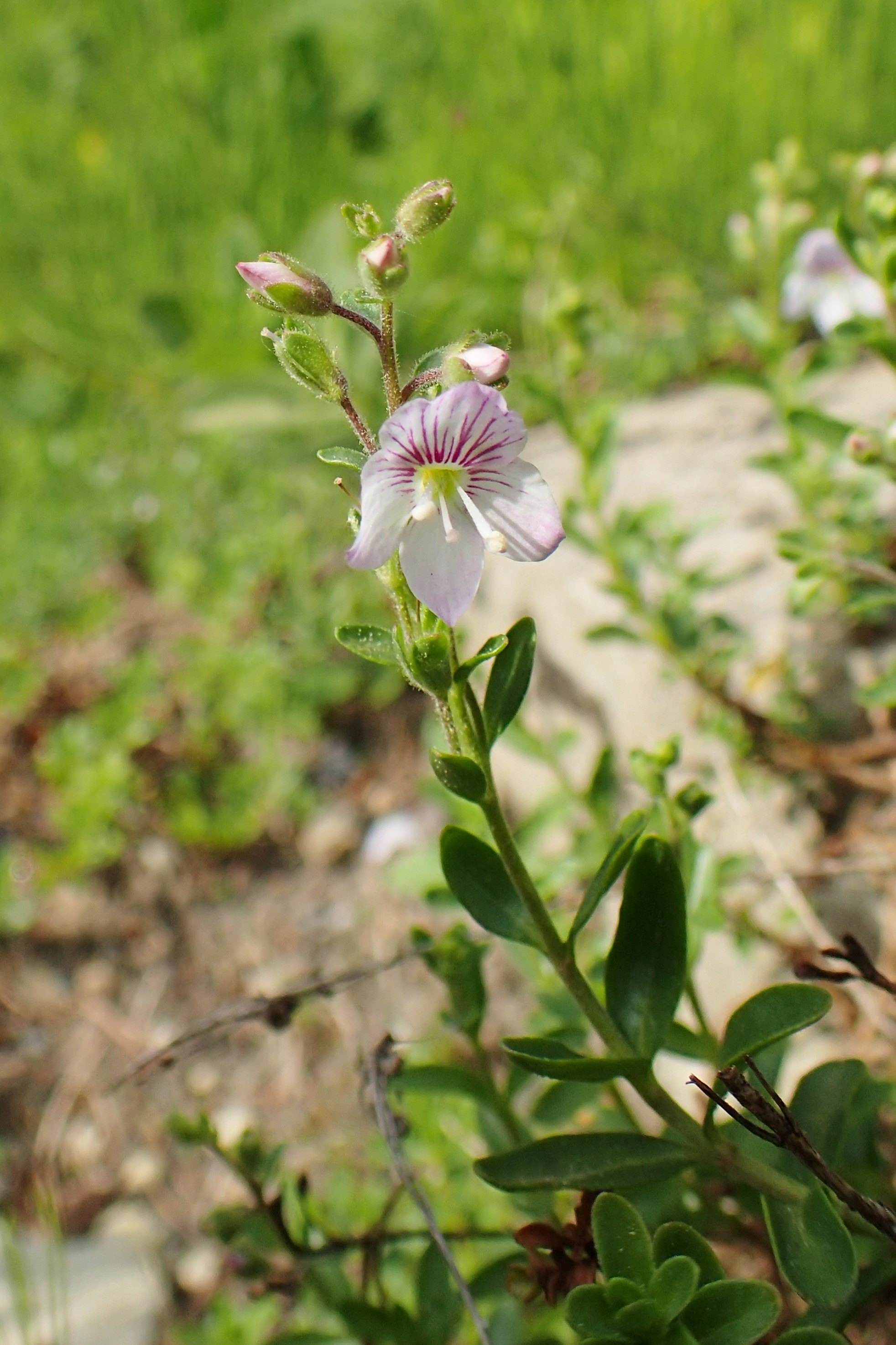
Il portamento

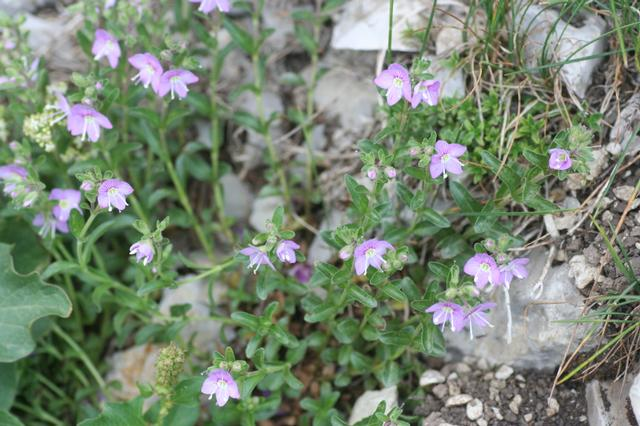
Infiorescenza

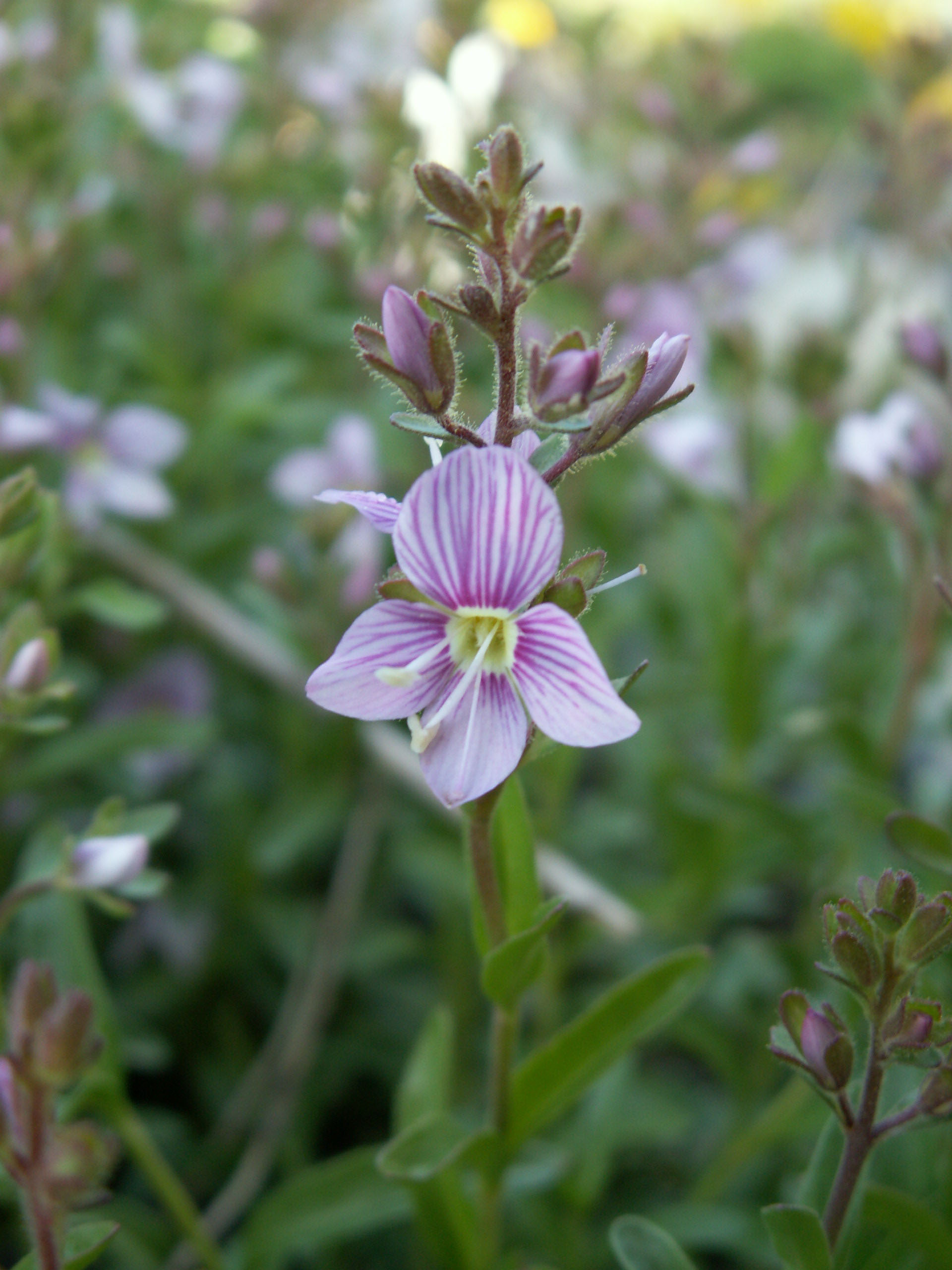
I fiori

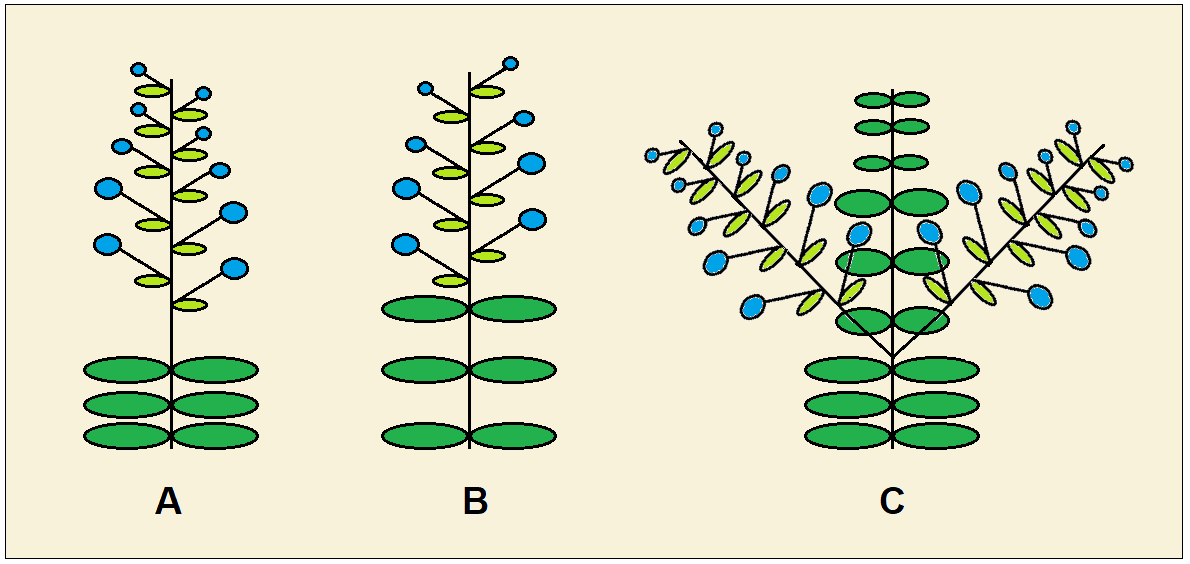
Racemi dell'infiorescenza: A) racemi terminali separati dalle foglie; B) racemi terminali non separati dalle foglie; C) racemi laterali

L'altezza di questa pianta varia tra 10 e 30 cm. La forma biologica è camefita suffruticosa (Ch suffr), sono piante perenni e legnose alla base, con gemme svernanti poste ad un'altezza dal suolo tra i 2 ed i 30 cm (le porzioni erbacee seccano annualmente e rimangono in vita soltanto le parti legnose).

### Radici
Le radici sono secondarie da rizoma.

### Fusto
La parte aerea del fusto è ascendente e densamente fogliosa. Inoltre il fusto è brevemente pubescente. 

### Foglie
Le foglie lungo il caule sono disposte in modo opposto, sono subsessili ed hanno delle forme lineari-lanceolate con apici spesso subacuti. I contorni sono debolmente crenati. Il colore è verde scuro; la consistenza è coriacea e aspetto è lucido; le superfici sono subglabre con brevi peli appressati sul margine e sulla nervatura mediana. Dimensione delle foglie: larghezza 2 – 6 mm; lunghezza 12 – 25 mm.

### Infiorescenza
Le infiorescenze sono dei racemi con 8 - 15 fiori. I racemi sono chiaramente separati dalla parte fogliare (tipo A - vedi figura). Le brattee sono disposte in modo alterno; quelle inferiori sono grandi quasi come le foglie. I peduncoli dei fiori sono lunghi quanto le brattee (o meno). L'infiorescenza è ricoperta da peli incurvati e appressati mescolati a peli ghiandolari patenti. Lunghezza dei racemi: 5 – 10 cm.

### Fiore
I fiori sono ermafroditi e tetraciclici (composti da 4 verticilli: calice – corolla – androceo – gineceo), pentameri (calice e corolla divisi in cinque parti). Larghezza della corolla: 9 – 12 mm.
- Formula fiorale:

X o * K (4-5), [C (4) o (2+3), A 2+2 o 2], G (2), capsula.
- Calice: il calice campanulato, gamosepalo e più o meno attinomorfo, è diviso in 4 profonde lacinie da oblunghe a oblanceolate (il sepalo posteriore - il quinto - è mancante), con apice acuto.
- Corolla: la corolla è gamopetala e debolmente zigomorfa con forme tubolari (il tubo è corto) e terminante in quattro larghi lobi con forme da orbicolari a oblunghe (il lobo superiore è leggermente più grande - due lobi fusi insieme, quello inferiore è più stretto); i lobi sono disposti in modo patente. La corolla è resupinata; i lobi sono appena embricati. La corolla è colorata di roseo chiaro con venature più scure.
- Androceo: gli stami sono due lunghi (gli altri tre sono abortiti) e sono più corti del tubo corollino. I filamenti sono adnati alla corolla. Le antere hanno due teche più o meno separate, uguali con forme arrotondate.
- Gineceo: il gineceo è bicarpellare (sincarpico - formato dall'unione di due carpelli connati). L'ovario (biloculare) è supero con forme ovoidi e compresso lateralmente. Gli ovuli per loculo sono da numerosi a pochi (1 - 2 per loculo), hanno un solo tegumento e sono tenuinucellati (con la nocella, stadio primordiale dell'ovulo, ridotta a poche cellule).[11] Lo stilo filiforme con stigma capitato e ottuso è lungo come l'insenatura della corolla. Il disco nettarifero è presente nella parte inferiore della corolla (sotto l'ovario). Lo stilo è lungo circa 4 – 6 mm.
- Fioritura: da giugno ad agosto.

### Frutti
Il frutto è del tipo a capsula divisa fino a metà in due lobi. I bordi sono smarginati e la superficie è densamente pubescente per peli corti, incurvati e appressati generalmente senza ghiandole. La forma è ovoide; la capsula in genere è più lunga del calice. La deiscenza è loculicida. I semi sono numerosi con forme appiattite.

## Riproduzione
- Impollinazione: l'impollinazione avviene tramite insetti (impollinazione entomogama).
- Riproduzione: la fecondazione avviene fondamentalmente tramite l'impollinazione dei fiori (vedi sopra).
- Dispersione: i semi cadendo a terra (dopo essere stati trasportati per alcuni metri dal vento – disseminazione anemocora) sono successivamente dispersi soprattutto da insetti tipo formiche (disseminazione mirmecoria).

## Distribuzione e habitat

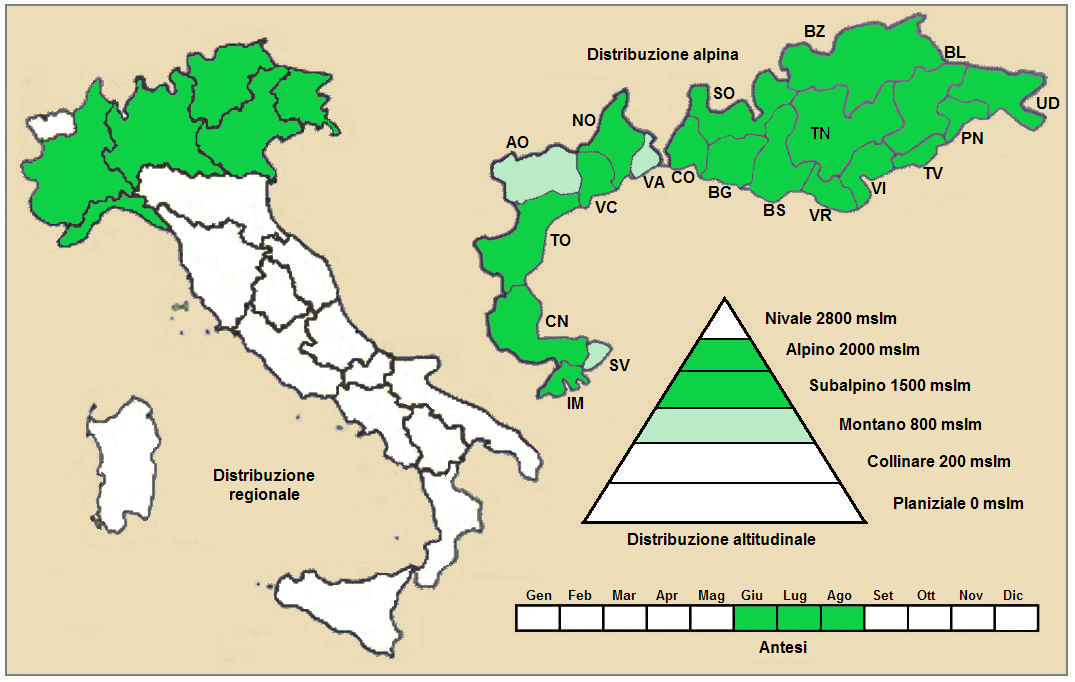
Distribuzione della pianta
(Distribuzione regionale – Distribuzione alpina)

- Geoelemento: il tipo corologico (area di origine) è Orofita - Sud Ovest Europeo.
- Distribuzione: in Italia è una specie comune e si trova solamente a Nord (Alpi). Nelle Alpi è presente soprattutto nella parte occidentale. Sugli altri rilievi europei collegati alle Alpi si trova nei Vosgi, Massiccio del Giura, Pirenei e Monti Balcani.[13]
- Habitat: l'habitat tipico per questa pianta sono le fessure soleggiate, i macereti, i muri, i ripari sotto roccia, i ghiaioni e le praterie rase sub-alpine e alpine. Il substrato preferito è calcareo con pH basico, bassi valori nutrizionali del terreno che deve essere secco.[13]
- Distribuzione altitudinale: sui rilievi queste piante si possono trovare da 1.000 fino a 2.100 m s.l.m.; frequentano quindi i seguenti piani vegetazionali: subalpino e alpino e in parte quello montano.

### Fitosociologia
Dal punto di vista fitosociologico alpino Veronica fruticulosa appartiene alla seguente comunità vegetale:
- Formazione: delle comunità delle fessure, delle rupi e dei ghiaioni

- Classe: Thlaspietea rotundifolii

- Ordine: Thlaspietalia rotundifolii

- Alleanza: Thlaspion rotundifolii

## Tassonomia
La famiglia di appartenenza (Plantaginaceae) è relativamente numerosa con un centinaio di generi. La classificazione tassonomica di questa specie è in via di definizione in quanto fino a poco tempo fa il suo genere apparteneva alla famiglia delle Scrophulariaceae (secondo la classificazione ormai classica di Cronquist), mentre ora con i nuovi sistemi di classificazione filogenetica (classificazione APG) è stata assegnata alla famiglia delle Plantaginaceae; anche i livelli superiori sono cambiati (vedi il box tassonomico iniziale). Questa pianta appartiene alla sottotribù Veroniciinae (tribù Veroniceae e sottofamiglia Digitalidoideae). Il genere Veronica è molto numeroso con oltre 250 specie a distribuzione cosmopolita.

### Filogenesi
La specie V. fruticulosa appartiene alla sezione Veronicastrum Koch caratterizzata da piante perenni con racemi terminali.
Studi più recenti hanno descritto la V. fruticulosa all'interno del subgenere Stenocarpon.
Inoltre la specie di questa voce fa parte del Gruppo di V. fruticans insieme (relativamente all'areale italiano) alla specie Veronica fruticans L.. I caratteri principali di questo gruppo sono:
- le specie sono perenni con base lignificata e ramosa e con fusti brevemente pubescenti; inoltre sono presenti dei getti sterili;
- le foglie sono subsessili con lamine intere e contorni debolmente crenati, di colore verde scuro; la consistenza è coriacea e di aspetto lucido; le superfici sono subglabre con brevi peli appressati sul margine e sulla nervatura mediana;
- le foglie dei getti sterili sono di dimensioni minori e più appressate;
- le infiorescenza hanno delle brattee; quelle inferiori sono grandi quasi come le foglie;
- le lacinie del calice hanno delle forme da oblunghe a oblanceolate;
- lo stilo è lungo circa 4 - 6 mm;
- la capsula, più lunga del calice, ha delle forme ovoidi (4-5 x 7-9 mm), ed è debolmente smarginata oppure no:
- i semi sono numerosi.

Le due specie di questo gruppo si distinguono in quanto la pianta di questa voce ha peli ghiandolari nell'infiorescenza e la corolla è colorata di rosa-chiaro con venature più scure (V. fruticans la corolla è colorata di blu intenso luminoso con un anello purpureo alle fauci).

### Sinonimi
Questa entità ha avuto nel tempo diverse nomenclature. L'elenco seguente indica alcuni tra i sinonimi più frequenti:
- Cardia fruticulosa (L.) Dulac
- Petrodora fruticulosa (L.) Fourr.

## Altre notizie
La veronica rosea in altre lingue è chiamata nei seguenti modi:
- (DE)  Halbstrauch-Ehrenpreis
- (FR)  Véronique sous-ligneuse